# Juan Frutos
Juan Manuel Frutos Escurra (Asunción, 12 giugno 1879 – Asunción, 15 aprile 1960) è stato un giurista e politico paraguaiano.
È stato Presidente del Paraguay in carica dal 3 giugno al 15 agosto 1948.
Laureato in Giurisprudenza e Scienze Sociali (1912), Frutos partecipò nel 1906 alla fondazione della Liga de la Juventud Independiente, che chiedeva il compimento della Costituzione del 1870, quindi entrò nelle file dell'ANR. Il 12 giugno 1947 fu elevato alla presidenza della Corte Suprema di giustizia, in sostituzione del defunto dottor Juan León Mallorquín.
Prima di imporre le dimissioni al generale Morínigo, all'alba del 3 giugno 1948, l'Assemblea Legislativa si riunì per designare il nuovo presidente della Repubblica ed elesse all'unanimità Frutos. Frutos governò per circa due mesi fino al 15 agosto 1948, quando entrò in carica il presidente regolarmente eletto, Juan Natalicio González Paredes. Regolamentò la proprietà intellettuale e nazionalizzò i servizi di elettricità e tramvie.